# Synkope (musik)
 For alternative betydninger, se Synkope. (Se også artikler, som begynder med Synkope)
Synkoper er rytmiske forskydninger i en melodi eller i en grundrytme, der fremkommer ved, at en ellers ubetonet del af takten pludselig optræder stærkt betonet. Synkopen skaber et brud i det betoningsmønster, man normalt ville forvente i en given takt og kan således bruges til at skabe variation, spænding og fremdrift i et musikstykke. Synkoper anvendes i al slags musik, men høres navnlig i jazzmusik, hvor effekten finder udbredt anvendelse.
Der skelnes især mellem flere former for synkoper:
- Overbindings-synkopering eller Lift - Her skabes synkopen ved, at en tone (eller en anden rytmisk impuls) på et taktslag foregribes med en ottendedel, så betoningen forskydes til "og"-slaget umiddelbart inden selve taktslaget markeres. Tonen rykkes derved frem til en normalt ubetonet position, hvorfra den overbindes hen til den oprindeligt betonede position.
- Pause-synkopering: Her skabes synkopen ved, at en forventet tone på et taktslag helt udelades til fordel for en markering af tonen på den ubetonede position umiddelbart inden selve taktslaget.
- Accentuering
- Visse Off-beats